# لی‌اکو
لی‌اکو (انگلیسی: LeEco) یک شرکت چینی چند ملیتی است که توسط جیا یوئتینگ بنیانگذار Le.com (با نام مستعار LETV) تأسیس شده‌است. گروه در لوازم الکترونیکی مصرفی، خودرو، فیلم و کسب و کارهای دیگر سرمایه‌گذاری می‌کند.